# Actinecta olivacea
Actinecta olivacea is een zeeanemonensoort uit de familie van de Minyadidae. De wetenschappelijke naam van de soort werd in 1817 voor het eerst geldig gepubliceerd door Charles Alexandre Lesueur.